# Basílica de Notre-Dame de Saigão

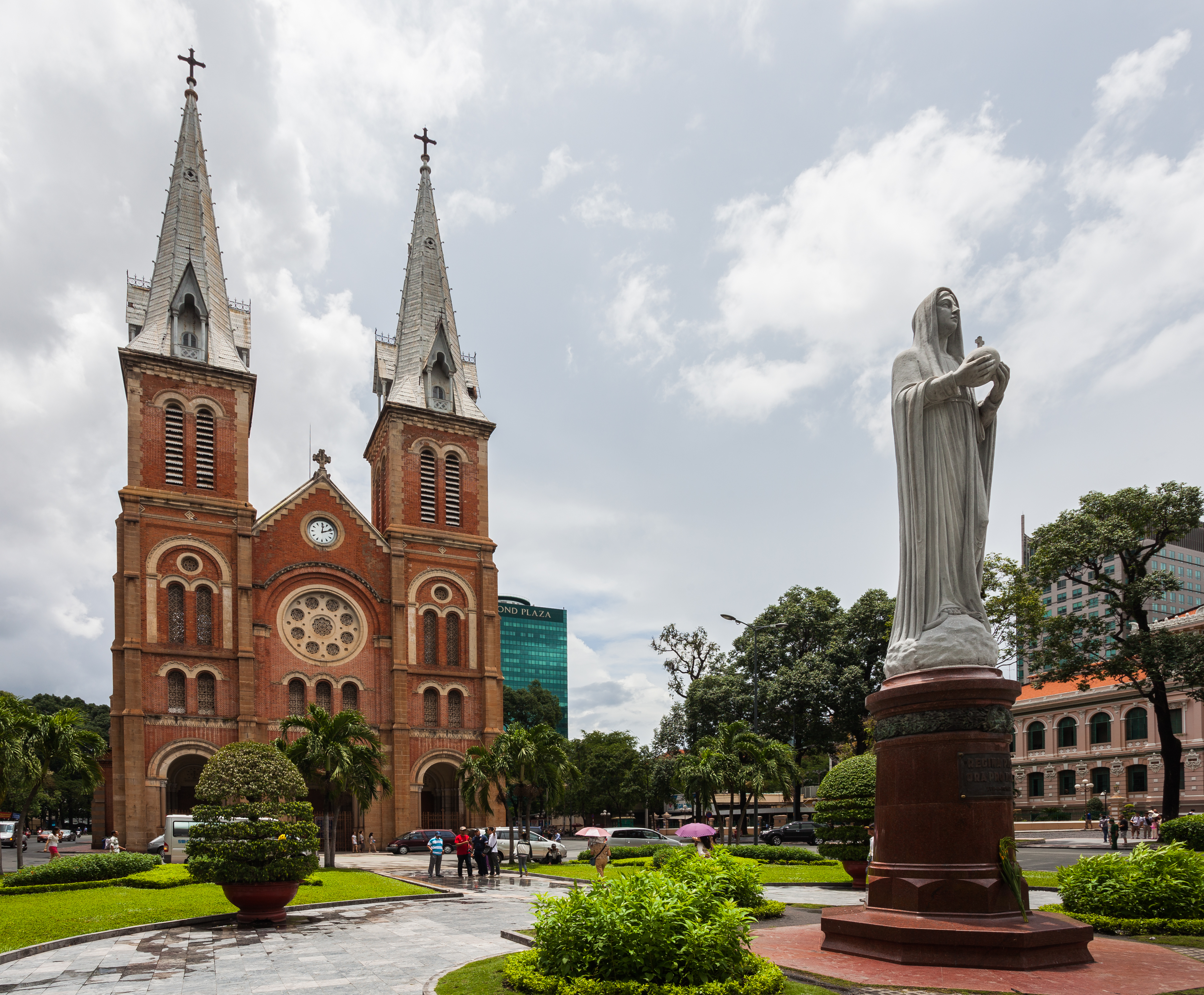
Notre-Dame Saigon

A Basílica de Notre-Dame de Saigão (em vietnamita:  Nhà Thờ Chình Toà Đưc Mẹ Vô Nhiếm Nguyên Tôi) é uma catedral e basílica menor católica situada na baixa da cidade de Ho Chi Minh, no Vietname. Esta catedral foi construída pelos colonos franceses em 1863. Este edifício tem duas torres de sino de uma altura de 58 m.